# Лаврик Олег Васильович
Олег Васильович Лаврик (нар. 20 квітня 1973, Львів) — український політик, народний депутат 8-го скликання, Заступник Голови Комітету з питань фінансової політики та банківської діяльності Верховної Ради України, член партії Самопоміч.

## Життєпис
Олег Лаврик народився 20 квітня 1973 року у Львові. У 1995 році закінчив фізичний факультет Львівського університету ім. Франка за спеціальністю «фізика» (фізик, педагог). 1996 року закінчив той же університет за спеціальністю «Економіка підприємства» (економіст). 1995 року навчався у Львівському інституті менеджменту і здобув ступінь магістра ділового адміністрування. Також навчався у Вейнському університеті (Детройт, США).
З 1996 року по 1999 рік працював на ринку цінних паперів в Інвестиційній компанії «Галицькі інвестиції». Почав працювати з посади експерта–аналітика аналітичного відділу та завершив роботу директором ТзОВ «Галицькі інвестиції — цінні папери».
З квітня 1999 року очолював відділ розвитку банку АКБ «Львів». З 2001 почав працювати у сфері страхування в ТзОВ "Страховий брокер «Експерт» на посаді директора, де працював до січня 2014 року.
З січня 2006 року працював на посаді Голови Ради товариства ПАТ «ПівденьЗахіделектромережбуд».
Депутат Львівської міської ради. Голова Виконавчого комітету партії Самопоміч.
Колишній народний депутат від партії «Самопоміч», заступник Голови Комітету з питань фінансової політики й банківської діяльності.
Боровся з внесенням змін до Конституції України в частині надання особливого статусу окупованих територій (Донбасу) та амністії для бойовиків.[джерело?]

## Сім'я
Одружений, має двох синів.